# Петар Вукотић
Петар Вукотић био је српски војвода из Црне Горе.

## Биографија
Рођен је 1826. године у Озринићима као син Стевана Перкова Вукотића а умро је 1907. године.
Вукотић је бранио Црну Гору у првом Омер-пашином нападу 1852/3, затим је предводио црногорску војску у Вељем рату (1876—1878). Имао је велико учешће у бици на Вучјем долу, гдје је његова бригада јуришала на јединице Селим паше.
Приликом опсаде Никшића 1877. оклеветао је попа Мила Јововића код књаза Николе, а књаз је попу Милу одузео команду војевања при опсади. Након тога слиједи смрт Мила Јововића. Вукотић се сматра одговорним и за сукоб Марка Миљанова са књазом Николом.
Лазар Томановић је о њему записао да је живјео на Чеву, а само би при свечаним приликама био у својој кући на Цетињу, гдје је и умро. Као катунски војвода живјео је великашки. Књаза Николу је наговарао да умјесто Гавре Вуковића (који је Васојевић) узме у службу Лазара Томановића, који је поријеклом с Чева, а био је Србин-Приморац из Лепетана. Вукотић је Боку и Херцеговину сматрао природним дијеловима Црне Горе, док, као и Никола Петровић, није превише сматрао Скадар њиховим. Томановић пише да је војвода Петар ходио путем српског генија Његоша, а као и Његош је посједовао тјелесну љепоту, о чему је говорио сликар Аксентије Мародић.
Имао је четворо дјеце: синове Шала, Матана, Шћепана и ћерку Милену. Био је добар пријатељ са војводом Мирком Петровићем, па је Петар дао кћер Милену за Николу, Мирковог сина, још док су обоје били малољетни. Петров зет Никола касније је постао књаз Црне Горе, од 1860. до 1910, а затим и краљ од 1910. до 1918. године.